# Haemulon sciurus
 Haemulon sciurus és una espècie de peix de la família dels hemúlids i de l'ordre dels perciformes.

## Morfologia
Els mascles poden assolir els 46 cm de longitud total.

## Distribució geogràfica
Es troba des de Florida fins al Brasil, incloent-hi el Golf de Mèxic i el Carib.